# Altdorf, Landshut
Altdorf är en köping (Markt) i Landkreis Landshut i Regierungsbezirk Niederbayern i förbundslandet Bayern i Tyskland.